# Песнь торжествующей любви (опера)
«Песнь торжествующей любви» — опера в 3 действиях, 4 картинах. Автор либретто Н. Вильде, композитор А. Симон. Опера поставлена в 1897 году по одноименному рассказу И. Тургенева.

## История
23 мая 1894 года комиссия, в состав которой входили С. И. Танеев и В. И. Сафонов, единогласно одобрила исполнение оперы «Песнь торжествующей любви» Антона Юльевича Симона на сцене Большого театра.
2 декабря 1897 года в Большом театре состоялась первая постановка оперы «Песнь торжествующей любви» по одноименному рассказу И. Тургенева. Балетмейстер И. Мендес, дирижер оперных отрывков И. К. Альтани, режиссер А. Барцал, художники К. Вальц, П. Лебедев. Автор либретто Николай Вильде.
Роль немого Малайца была специально написана композитором для артиста балета Большого театра Василия Гельцера, участие которого принесло опере немалый успех. Эту роль называют вершиной творчества Василия Гельцера. Его игра в этой опере потрясла зрителей. Сцена, в которой Малаец воскрешает Муция, была так нервно и напряженно сыграна Гельцером, что зрители в ужасе застывали, и после окончания сцены в зале какое-то время была абсолютная тишина. Затем раздавались бурные овации. Спектакль постоянно проходил с аншлагами, но многие из зрителей приходили к началу акта, в котором играл Василий Гельцер.
Одним из исполнителей роли Муция был Стахович.
Во время работы композитора А. Симона над оперой, ему понадобилось найти несколько стихотворений армянских или персидских поэтов, и он обратился за помощью к академику Ф. Е. Коршу. Корш считал, что исходя из содержания оперы, нужно искать индийские или персидские стихотворения.
Последний раз опера была показана 23 января 1907 года, всего демонстрировалась 22 раза.

## Действующие лица
- Фабий — П. Кошиц (Тенор)
- Муций — Л. Пиньялоза (Баритон)
- Валерия — А. Маркова (Сопрано)
- Мать Валерии — Е. Збруева (Меццо-Сопрано)
- Отец Лоренцо — С. Трезвинский (Бас)
- Немой малаец, слуга Муция — В. Гельцер
- Бригитта, служанка в доме Фабия — В. Никольская (Меццо-Сопрано)[10]
- Молодая девушка — А. Денисевич[2].

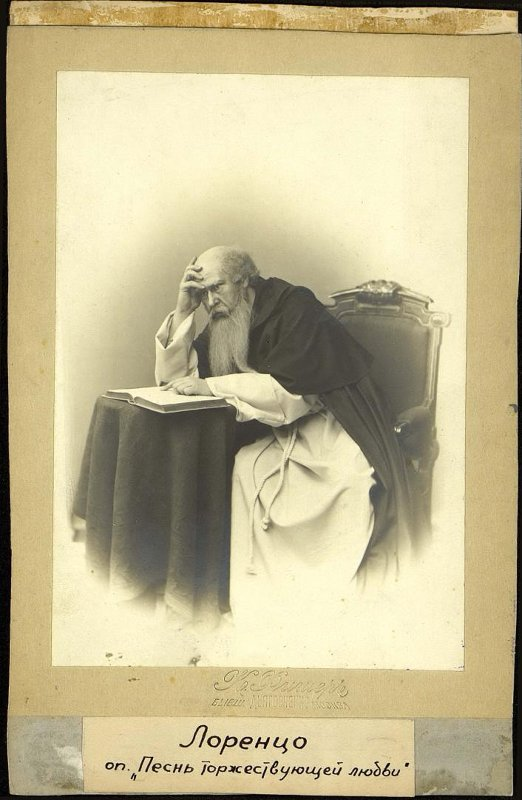
Фотография. Трезвинский С.Е. в роли отца Лоренцо
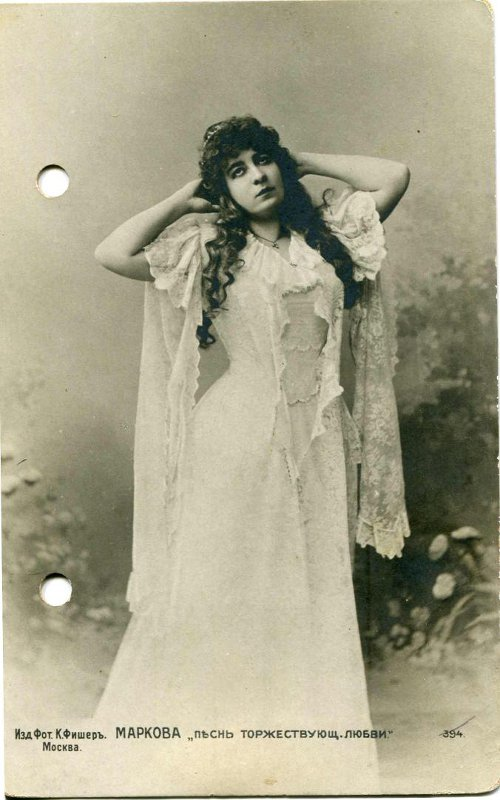
Е. К. Маркова в роли Валерии
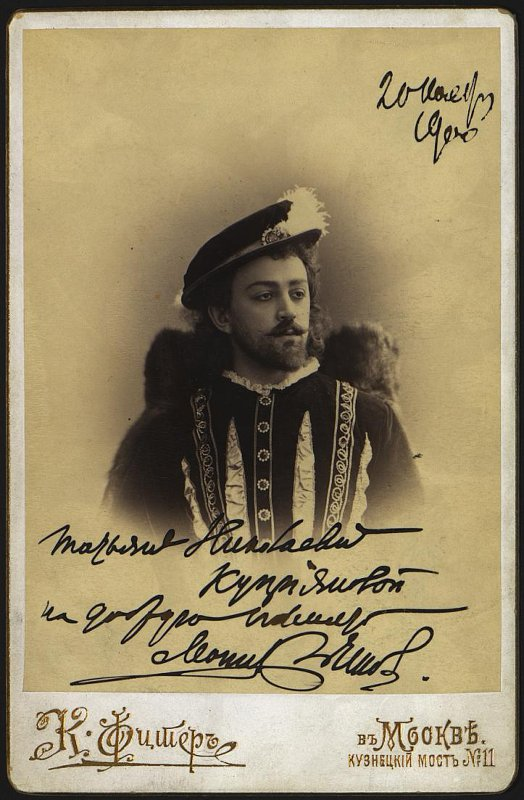
Собинов Л.В. в роли Фабия
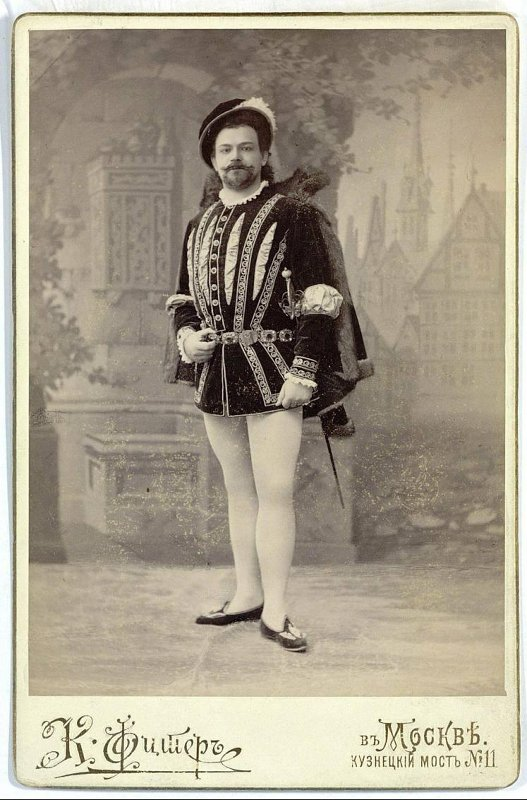
Фотография. П.А.Кошиц в роли Фабия
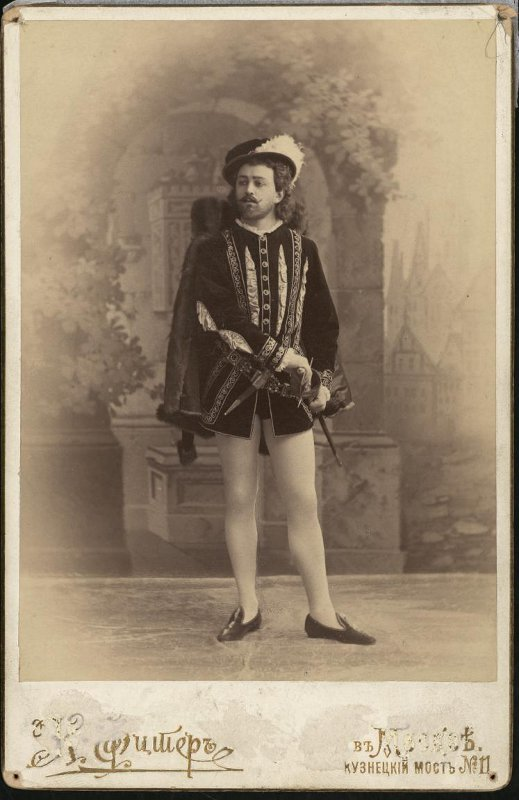
Л.В.Собинов в роли Фабиа
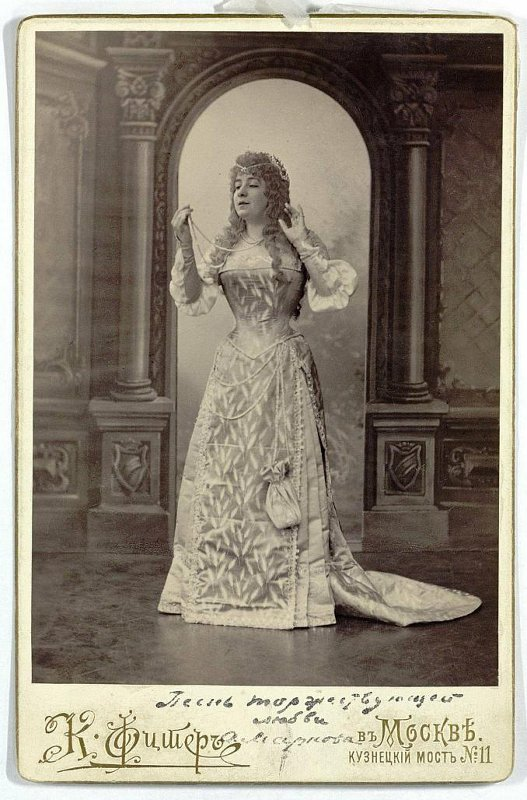
А.М. Маркова в роли Валерии
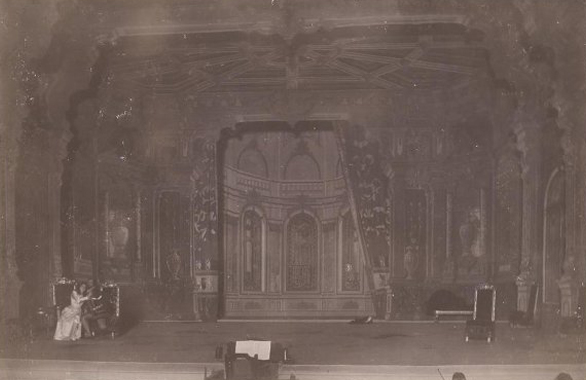
Сцена из 2 акта 1 картины
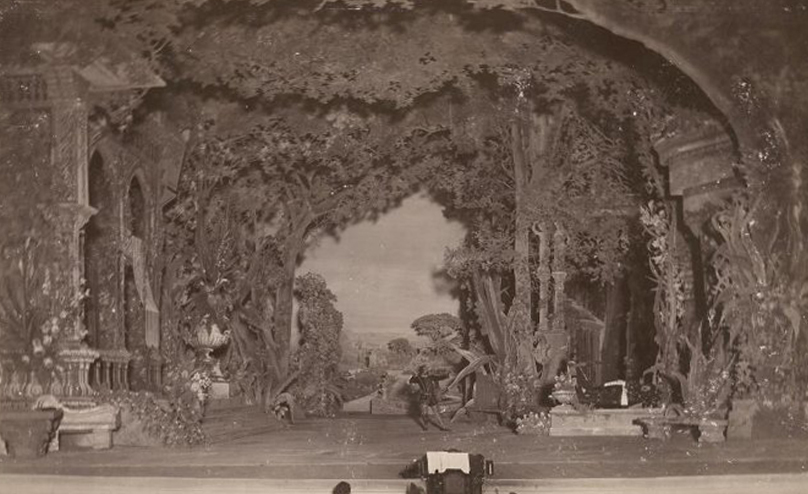
Сцена из 3 акта

## Либретто
Между первым и вторым действием проходит пять лет, между вторым и третьим — две недели.
Действие первое. Город Феррара, XVI век. Улица ведёт на главную площадь, где должен состояться праздник в честь французских вельмож. Вдали видны трибуны полукруглой формы, вблизи которых пройдет турнир в честь рыцарей — гостей Феррарского Герцога. Слева от зрителей виден дом Валерии и её матери. Раздаются звуки марша, со стороны площади двигается процессия, состоящая из рыцарей, Герцога и Герцогини. Фабий и Муций — два друга — появляются со стороны площади и рассуждают о любви к одной и той же девушке Валерии. Юноши отправили девушке послание, в котором попросили выбрать жениха, вручив одному из них цветок. Фабий предлагает, чтобы не зависимо от того, кого выберет Валерия, юноши поклялись не забывать свою дружбу и отвергнутый должен покорно принять решение их избранницы. К Фабию и Муцию выходит Валерия. Оказывается, ей давно нравится Фабий. Валерия откалывает от груди розу, и вручает её Фабию. Муций кланяется и отходит. Его сердце переполняет злоба. Фабий возвращается к Муцию, который говорит другу, чтобы тот не ждал его на свою свадьбу. Он уезжает из города, но куда — ещё и сам не знает.
Действие второе. События происходят на вилле Фабия вблизи Феррары. Валерия подходит к раскрытому окну и смотрит на улицу. Она ждёт Фабия и понимает, что даже при малейшей разлуке уже скучает. У Валерии счастливая жизнь, единственное, что её огорчает, это отсутствие детей. Возвращается Фабий и он рассказывает Валерии новости. Оказывается, в город вернулся Муций. Он приехал с Дальнего востока, у него много чернокожих слуг. Фабий говорит, что Муций расспрашивал о Валерии абсолютно спокойно и не вспоминал былое, и Фабий предложил Муцию остановиться в их павильоне в саду. Он отмечает, что поведение друга и его внешность изменились. На вилле Фабия и Валерии появляется Муций в дорогом восточном наряде, в сопровождении немого слуги Малайца. Фабий приглашает друга к столу. Муций рассказывает, что его слуга стал немым в обмен за возможность обладать тайной силой. Муций показывает, какие дары он привёз друзьям. Муций дарит Валерии жемчужное ожерелье, которое он получил от Шаха Персии. Валерия про себя отмечает, что жемчуг очень тяжёл на шее, и тёплый. Муций и Малаец скрываются за занавесом, затем Муций появляется и показывает фокус: он висит в воздухе с поджатыми под себя ногами, а кончиками пальцев слегка касается бамбуковой трости. Валерия и Фабий обсуждают, является ли теперь Муций колдуном и чернокнижником. Малаец приносит две флейты и накрытую корзину, и вместе со слугой начинает играть. Во время исполнения из корзины показываются небольшие змейки. Затем невольники и невольницы Муция танцуют. Валерия понимает, что ей очень тяжело, и задается опять вопросом, а не колдун ли Муций. Невольники Муция начинают петь для Валерии. После песен и танцев, Муций говорит Малайцу что-то, и слуга приносит круглую бутыль с длинным горлом и яшмовые чашечки. Муций наливает три чашечки и над чашечкой Валерии что-то шепчет. Муций предлагает всем попробовать ширазское вино. Малаец берёт скрипку Муция и начинает играть. Муций поёт песню, которая кажется Валерии и Фабию странной, потом он уходит. Уходит и Фабий. В ушах Валерии звучит песня Муция, она чувствует себя странно и падает на кушетку. Затем зрители видят комнату, в которую вступает Валерия. Следом за ней заходит Муций. Он улыбается и смеётся, Валерия падает в его объятия.
Действие третье. Сад на вилле Фабия. Девушки поют песни. Появляется Бригитта — старшая служанка в доме. Она говорит, что Валерия беседует с духовником. Девушки просят рассказать им, правда ли, что синьора страдает от дурного глаза. Бригитта говорит девушкам, что нечто странное творится с синьорой, она худеет и тоскует, перестала смеяться. Появляется Фабий. Он размышляет над тем, как Валерия сильно изменилась. Прошлой ночью он проснулся один в их спальне, и увидел, как по саду в лунном свете идёт Валерия, держа руки перед собой. Фабий говорит с отцом Лоренсо и тот советует удалить из дома гостя. Валерия размышляет о том, как она измучилась от волнений и ночных видений. Фабий и Валерия пытаются понять, что происходит между ними. Приходит Муций. Фабий раздражён его появлением. Муций рассказывает о своём сне, в котором к нему пришла женщина, которую он любил когда-то. Фабий говорит, что его жена тоже видела странный сон этой ночью. Наступает ночь. Муций и Валерия в полусне идут на встречу друг к другу. Появляется Фабий. Он поражён тем, что видит, и бросается к Муцию и Валерии. Он хватает кинжал и вонзает его в Муция. Муций падает на ступени грота. Валерия вскрикивает и падает, жемчужное ожерелье, которое ей подарил Муций, рассыпается. Фабий уносит Валерию в дом, слуга Малаец при помощи других слуг уносит Муция и кладёт его на мраморную скамью в беседке. Малаец делает разные манипуляции возле Муция. Фабий входит в беседку и видит, как Малаец ударяет кинжал веткой. Постепенно Муций начинает делать движения и подниматься. Малаец ведёт Муция по ступеням к его коню, Муций идёт как мертвец. Они садятся на коня, и уезжают, Малаец насмешливо кланяется Фабию. Утром Фабий видит Валерию и говорит, что Муция больше нет.